# Tomomi Okazaki

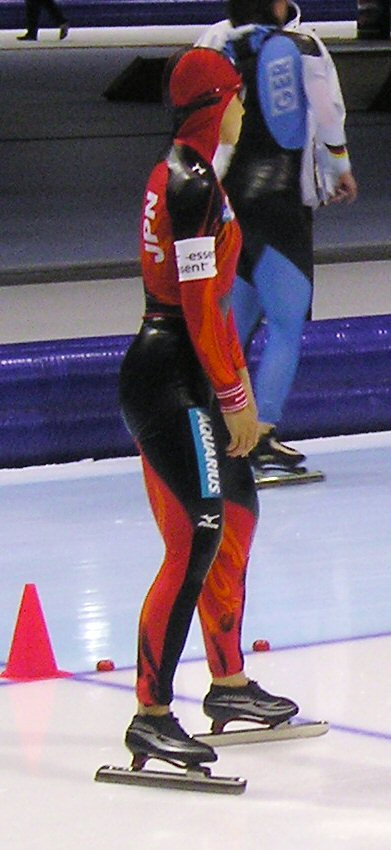
Tomomi Okazaki beim Weltcup in Heerenveen, 11. November 2006

Tomomi Okazaki (jap. 岡崎 朋美, Okazaki Tomomi; * 7. September 1971 in Kiyosato) ist eine japanische Eisschnellläuferin. Bei einer Größe von 164 cm startet sie mit einem Gewicht von 57 kg. Sie gilt als eine der besten und erfolgreichsten Sprinterinnen der 1990er und 2000er Jahre. Okazaki startet für das japanische Eisschnelllauf-Profiteam Fuji.
Tomomi Okazaki debütierte im Dezember 1992 im Weltcup und konnte sich schon binnen weniger Rennen unter den besten Zehn platzieren. Im Februar 1996 konnte über die 500 Meter in Roseville ihr erstes Rennen gewinnen. 1995/96 sowie 1999/2000 schloss sie den Gesamtweltcup auf der 500-Meter-Strecke als Zweite ab. Ihre Fähigkeiten als Allrounderin bewies sie, als sie 1996/97 auch auf der Langdistanz Dritte im Gesamtweltcup wurde.
1997 wurde Okazaki in Obihiro Asienmeisterin über 1000 Meter. 1996, 1998 und 1999 gewann sie bei den Weltmeisterschaften über 500 Meter jeweils Bronze. Ihr größter Erfolg war die Bronzemedaille bei den Olympischen Spielen von Nagano 1998. Schon 1994 hatte sie an den Olympischen Spielen in Lillehammer teilgenommen, 2002 erreichte sie bei den Spielen in Salt Lake City einen sechsten Platz über 500 Meter; 2006 in Turin verpasste sie als Vierte knapp erneutes Edelmetall. 
Bei den Spielen in Turin sowie vier Jahre später in Vancouver hatte sie die Ehre, während der Eröffnungsfeier die japanische Fahne zu tragen. Mit ihrer Teilnahme an den Spielen in Vancouver ist sie die erste Japanerin, die an fünf aufeinanderfolgenden Olympischen Spielen  teilnimmt.

## Eisschnelllauf-Weltcup-Platzierungen
| Platzierung | 100 m | 500 m | 1000 m | 1500 m | 3000 m | 5000 m | 10000 m | Team |
| ----------- | ----- | ----- | ------ | ------ | ------ | ------ | ------- | ---- |
| 1. Platz    |       | 11    | 1      |        |        |        |         |      |
| 2. Platz    |       | 8     |        |        |        |        |         |      |
| 3. Platz    |       | 7     | 3      |        |        |        |         |      |
| Top 10      | 5     | 95    | 34     |        |        |        |         |      |

(Stand: 10. Dezember 2006)